# Ontherus lobifrons
Ontherus lobifrons là một loài bọ cánh cứng trong họ Bọ hung (Scarabaeidae).